# Drjanovo (stad)
Drjanovo (Bulgaars: Дряново) is een stad in Bulgarije met 6.553 inwoners (op 31 december 2018). Het is gelegen in de oblast Gabrovo en aan de rivier Drjanovo, een zijrivier van de Jantra, die ook binnen de gemeentegrenzen komt.
5 km ten zuidwesten van Drjanovo ligt de Batsjo Kirogrot.

## Bevolking
Op 31 december telt de stad Drjanovo 6.553 inwoners, terwijl het stedelijk gebied met de nabijgelegen 62 dorpen en gehuchten een bevolkingsaantal van 8.529 heeft.

## Zustersteden
Drjanovo is verzusterd met de volgende steden:
- Bykhaw, Wit-Rusland
- Itamos, Griekenland
- Kavarna, Bulgarije
- Borgia, Italië
- Rocca Imperiale, Italië
- Bocholt, België
- Radoviš, Noord-Macedonië
- Ma'ale Adoemim, Israël